# Les Baraques Military Cemetery
Les Baraques Military Cemetery is een Britse militaire begraafplaats met gesneuvelden uit de Eerste en Tweede Wereldoorlog. Ze ligt in de Franse gemeente Sangatte (Pas-de-Calais) naast de begraafplaats van Blériot-Plage aan de Rue Vigier op ruim 280 m ten noorden van het gemeentehuis. De militaire begraafplaats werd ontworpen door Herbert Baker en heeft een trapeziumvormig grondplan met een oppervlakte van naar schatting ruim 4450 m². Ze wordt omsloten door een bakstenen muur. De toegang bevindt zich in de zuidelijke muur en bestaat uit een tweedelig traliehek. Het Cross of Sacrifice staat op de lengteas van het terrein en tegenover de toegang. De Stone of Remembrance staat op een verhoogd terras op dezelfde lengteas maar meer naar de oostelijke muur toe. Daarachter ligt het perk met de meer dan 200 Chinese arbeiders. Een open schuilhuisje met twee zuilen onder een schilddak staat tegen de westelijke muur en is toegankelijk via een 8-tal treden.
Er liggen 1569 slachtoffers begraven (waaronder 27 niet geïdentificeerde) uit de Eerste Wereldoorlog. Bij de geïdentificeerde slachtoffers zijn er 1221 Britten (inbegrepen de 203 Chinezen die tewerkgesteld waren bij het Chinese Labour Corps en de 17 Egyptenaren van het Egyptian Labour Corps), 237 Duitsers, 27 Australiërs, 26 Canadezen, 16 Zuid-Afrikanen, 7 Indiërs, 4 Nieuw-Zeelanders en 1 Belg.
Er liggen ook 7 Britse slachtoffers uit de Tweede Wereldoorlog waaronder 3 niet geïdentificeerde.
De begraafplaats wordt onderhouden door de Commonwealth War Graves Commission. 

## Geschiedenis
In Calais werd op april 1915 het No.6 Base Supply Depot opgericht om de druk op Boulogne-sur-Mer te verlichten en om een basis dichter bij het front te hebben dan Le Havre of Rouen. De basis bleef open tot de laatste troepen van het Gemenebest in maart 1921 Frankrijk verlieten.
Het 30th, 35th en het 38th General Hospital, No.9 British Red Cross Hospital en No.10 Canadian Stationary Hospital waren ook in de stad gevestigd en zorgden voor ongeveer 2500 bedden. Gedurende drie jaar werden de gesneuvelden van de Gemenebestlanden in Calais Southern Cemetery begraven maar later werd het noodzakelijk om een nieuwe begraafplaats te openen en in september 1917 vonden de eerste begrafenissen plaats in Les Baraques. De begraafplaats bleef in gebruik tot 1921.

## Graven
- H. McD. Bennet, geleider bij de Canadian Field Artillery was 17 jaar toen hij op 31 januari 1918 sneuvelde.
- E.B. Bradcliffe, zuster bij de Queen Alexandra's Imperial Military Nursing Service overleed op 10 maart 1919.
- Cora Cornish Ball, toezichthoudster bij het Queen Mary's Army Auxiliary Corps overleed op 24 november 1918.
- Silance Ethel Davis, arbeidster bij het Queen Mary's Army Auxiliary Corps overleed op 25 september 1919.
- Herbert D. Dixon en Daniel McLellan Nimmo waren de bemanning van een Westland Lysander verkenningsvliegtuig dat op 27 mei 1940 werd neergeschoten.
- Alphonsus Cornelis Steyaart, meester bij de Belgische handelsvloot overleed op 9 september 1918.

### Onderscheiden militairen
- James Jameson Dwyer, kapitein bij het Royal Army Medical Corps werd onderscheiden met de Distinguished Service Order (DSO).
- Geoffrey Henry Stead, kapitein bij het Cheshire Regiment werd tweemaal onderscheiden met het Military Cross (MC and Bar).
- J.T. Jones, kapitein bij het Army Service Corps, Harry Easterbrook Knollys Stranger, kapitein bij de Royal Guernsey Light Infantry, John Harbord, kapitein bij de Norfolk Yeomanry en Bernard Joseph Edward, luitenant bij The Loyal North Lancashire Regiment werden onderscheiden met het Military Cross (MC).
- Compagnie sergeant-majoor D. McClelland, sergeant H.A. Collison [2] en onderofficier F.G. Leaney werden onderscheiden met de Distinguished Conduct Medal (DCM).

Dertien militairen werden onderscheiden met de Military Medal (MM):
- sergeant M. Dorsett (Royal Fusiliers), de korporaals George Ernest Denmark Day (Canadian Railway Troops), Arthur Price (Royal Scots Fusiliers) en H.C. Baxter (London Regiment (Royal Fusiliers)), pioneer William Frederick Sharpe (Royal Engineers), de sappers Walter James Robson (Royal Engineers) en G. Woodford (Royal Engineers), de soldaten W.M. Foster (Royal Army Medical Corps), David Hunter (Black Watch (Royal Highlanders)), William Nethercott (South Wales Borderers), William M. Johnson (Canadian Infantry), Albert Charles Lyne (London Regiment (London Scottish)) en Thomas Lee (East Lancashire Regiment).

### Gefusilleerde militairen
- Joseph Chandler, soldaat bij het Lincolnshire Regiment werd wegens moord op 11 augustus 1919 gefusilleerd. Nadat Chandler samen met drie andere soldaten een aantal overvallen had gepleegd, vermoordde hij er één, omdat hij dacht dat hij een deel van hun onrechtmatig verkregen buit verborgen hield.

- Vijf Chinese arbeiders werden wegens moord gefusilleerd:
- Ju Chih Chang, 14 februari 1920. Hij doodde een vrouw en haar 3 kinderen in november 1918 in de buurt van Amiens.
- Hui I He, 12 september 1918. Hij doodde een werkmakker.
- I. Hsing Chao, 9 augustus 1918.
- En Jung Wang, 26 juni 1918.
- Ch'Ing Shan Yang, 26 juni 1918.

### Aliassen
- Vier soldaten dienden onder een alias:
- John James McManus als J.J. Wilson bij de Durham Light Infantry.
- Robert Collins als J.Jefferies bij de South Wales Borderers.
- Joseph Chandler als Joseph McIntyre bij het Lincolnshire Regiment.
- Richard Talbot als J. Allen bij het Norfolk Regiment.